# Дидковский, Николай Антонович
Николай Антонович Дидковский (род. 3 июля 1941, Москва) — советский и российский гематолог, иммунолог, доктор медицинских наук (1984), профессор, заведующий лабораторией клинической иммунологии ФГБУ «Федеральный научно-клинический центр физико-химической медицины» ФМБА России, заслуженный врач Российской Федерации, заместитель главного редактора журнала «Пульмонология». Профессор кафедры клинической иммунологии и аллергологии Первой Московской государственной медицинской академии имени И.М.Сеченова (1990-2002).

## Биография
По окончании в 1965 г. 2-й Московский ордена Ленина государственный медицинский институт им. Н. И. Пирогова Николай Антонович работал терапевтом в Дорожной клинической больнице им. Н.А.Семашко на станции
Люблино ОАО «РЖД». С 1968 по 1971 г. – старшим лаборантом академической группы академика РАМН Иосифа Абрамовича Кассирского, в этот же период защитил кандидатскую диссертацию на тему «Наследственные гемолитические анемии: талассемии и аномальные нестабильные гемоглобины», которая легла в основу монографии «Гемолитические анемии». В 1971–1974 гг. Н.А. Дидковский являлся главным терапевтом Московской железной дороги, а в 1974–1985 гг. – ассистентом кафедры внутренних болезней Первого Московского государственного медицинского института имени И.М.Сеченова. В 1984 г. защитил докторскую диссертацию «Наследственные формы хронических неспецифических заболеваний легких», в это же время создана монография «Наследственные факторы и местная защита при неспецифических заболеваниях легких».
С 1985 г. по настоящее время Н.А.Дидковский руководит созданной в ФГБУ «Федеральный научно-клинический центр физико-химической медицины» ФМБА России по инициативе академика РАН Юрия Михайловича Лопухина лабораторией клинической иммунологии.
Один из основоположников российской школы иммунологии. Н.А.Дидковский внес существенный вклад в решение многих вопросов внутренней медицины, клинической гематологии, пульмонологии, иммунологии. Николай Антонович является автором более 300
публикаций в области терапии, гематологии, пульмонологии, иммунологии, клинической генетики. Под его руководством защищено 15 кандидатских диссертаций.

## Основные работы
- Дидковский Н.А., Караулов А.В., Малашенкова И.К. (2000). Синдром хронической усталости. Успехи клинической иммунологии и аллергологии. Москва, с. 72-83
- Дидковский Н.А., Говорун В.М., Малашенкова И.К., и соавт. (2000). Роль вируса Эпштейна-Барр в развитии синдрома хронической усталости и иммунной дисфункции International Journal on Immunorehabilitation,.-N 1.-С.102-110
- Н. А. Дидковский, и соавт. (2007) Патогенетические аспекты герпетической инфекции тяжелого течения. Бюллетень экспериментальной биологии и медицины.П.2. с. 76-81
- Малашенкова И.А., и соавт. Пособие для врачей «Клинические формы хронической инфекции, вызванной вирусом Эпштейна-Барра». М., 2000г, с. 32 -35
- Малашенкова И.К., Дидковский Н.А.,Сарсания Ж.Ш., Жарова М.А., Щепеткова И.Н., Чистова Л.А., Пичужкина О.В., Гусева Т.С., Паршина О.В. Клинические формы хронической Эпштейн-Барр-вирусной инфекции: вопросы диагностики и лечения. Лечащий врач, № 9, 2003, стр 32-38.
- Дидковский Н.А., Дворецкий Л.И., Зенохов С.А. , Ангионевротический отек Квинке. Принципы диагностики и терапии., Русский медицинский журнал, т.12, №18, 2004, с.1067 – 1075.
- Малашенкова И.К., Дидковский Н.А., Левко А.А. К вопросу о роли индивидуального подбора иммунокорректоров. Фарматека, 2004, с. 118-122.
- Дидковский Н.А., Жарова М.А. Наследственные факторы при БОД. «Пульмонология», № 4, 2005, с.11-17.
- Соколова Т.М., Урываев Л.В., Тазулахова Э. Б., Ершов Ф.И., Малашенкова И.К., Дидковский Н.А. Индивидуальные изменения экспрессии генов системы интерферона в клетках крови человека под влиянием амиксина и циклоферона. «Вопросы вирусологии» №2, 2005, с. 32 -35
- Дидковский Н.А., Жарова М.А. Первичная эмфизема легких. Тер.архив, №12, 2005, с.67- 70.
- Дидковский Н. А., Малашенкова И. К., Танасова А. Н., Зуйков И. А., Зуйкова И. Н., Хитрик Н. М., Сарсания Ж. Ш. Патогенетические аспекты герпетической инфекции тяжелого течения. Бюллетень экспериментальной биологии и медицины. 2007.П.2. с. 76-81.
- Дидковский Н.А., Комов В.В., Малашенкова И.К. и соав. Подходы к индивидуализации программ квантовой гемотерапии.// Методы гемафереза и квантовая терапия в клинической медицине.-М.,2008.-с.125.
- Дидковский Н.А. и соавт. Влияние потока аргоновой плазмы на фагоциты и лимфоциты периферической крови больных вторичной иммунной недостаточностью с инфицированными ранами и язвам Эфферентная и физико-химическая медицина №1, 2010, 34-41
- Дидковский Н.А. и соавт. Случай успешного применения рекомбинантных цитокинов в комплексном лечении больного с Синдромом хронической усталости Эфферентная и физико-химическая медицина №2, 2010, 62-66
- Дидковский Н.А. и соав Уровень ряда провоспалительных и противовоспалительных цитокинов у больных синдромом хронической усталости и иммунной дисфункции, ассоциированным с герпес-вирусной инфекцией. Российский аллергологический журнал. - 2011. - №4, вып.1. - Стр. 214-216.
- Дидковский Н.А. и соав. Влияние сорбционного и лазерного воздействия на хемилюминесценцию крови (по данным стендового исследования). Российский аллергологи-ческий журнал. 2011г.-№4, вып.1.- с.104-106
- Дидковский Н.А. и соав. Содержание IL- 8 и IFN у больных синдромом хронической усталости, ассоциированным с герпетической инфекцией и иммунной дисфункцией. Медицинская иммунология. – 2011. -№4-5, Том 13. Стр.485-486
- Дидковский Н.А., Жарова М.А., Каблашова Н.А. Случай множественных генетических нарушений в различных системах защиты легких. Пульмонология, 2011, №1, с. 69 -73
- Малашенкова И.К., Гурская О.Г., Зуйков И.А., Дидковский Н.А. Роль лимфотропных вирусов в патогенезе синдрома хронической усталости и иммунной дисфункции // Российский аллергологический журнал. -2012.- №1.-Вып.1.- С. 193-195;
- Малашенкова И.К., Жарова М.А., Дидковский Н.А. Определение вторичной иммунной недостаточности, ассоциированной с герпесвирусной инфекцией при хронических инфекционно-воспалительных заболеваниях и синдроме хронической усталости // Эфферентная и физико-химическая медицина -2012 , №4, с.24-38
- Малашенкова И.К., Гурская О.Г., Зуйков И.А, Дидковский Н.А., Домонова Э.А., Шипулина О.Ю., Сильвейстрова О.Ю. О роли вируса герпеса человека 7 типа в патогенезе синдрома хронической усталости // Российский аллергологический журнал. -2012, №5, Вып.1, С. 193-195
- Дидковский Н.А., Малашенкова И.К., Зуйков И.А.,Гурская О.Г., Сарсания Ж.Ш., Компанеец И.А., Казанова Г.В., Хайлов Н.А., Огурцов Д. П. Возможная роль ИЛ-15 в развитии патологии мозга при миалгическом энцефаломиелите/синдроме хронической усталости Российский аллергологический журнал, 2013, №2 с 82-83